# Kobátfalva
Kobátfalva (románul Cobătești) falu Romániában Hargita megyében. A Középső-Nyikómente központi települése. 1874-ben Kobátfalva és Demeterfalva egyesüléséből keletkezett.

## Fekvése
Székelykeresztúrtól 11 km-re északkeletre a Nyikó és a Konyha-patak összefolyásánál fekszik.

## Története
1462-ben már mai nevén említik. A hagyomány szerint a régi templom a falutól délkeletre fekvő temetődomb Kápolna nevű részén állt. 1910-ben 530 magyar lakosa volt. A trianoni békeszerződésig Udvarhely vármegye Székelykeresztúri járásához tartozott. 1992-ben 401 lakosából 398 magyar és 3 román volt.

## Látnivalók
- Unitárius temploma 1834-ben épült az 1806-ban épített templom helyére.
- Kobátfalvi Unitárius Egyházközség Archiválva 2021. augusztus 28-i dátummal a Wayback Machine-ben

## Híres emberek
- Itt született Pálffi Ferenc, Bocskai István fejedelem vezére
- Itt született Gálfi Sándor székely népballadagyűjtő
- Itt született Gálffy Mihály székely vértanú